# ظنين

الظنين هو مصطلح قانوني، يُستعمل في المحاضر القضائية وفي مقالات شرطة التفتيش ليقصد به المتهم في الإجراءات الجنائية، المدعى عليه أو المشبوه بارتكابه جريمة ما.

## مرادفات
- متهم؛ مشتبه به(مصر والمشرق العربي)
- مَظنون (تونس)

## مصدر
قاموس المصطلحات القانونية عربي أنجليزي ألماني